# Franciszek Regis Clet
François-Régis Clet (chiń. 劉格來; pinyin Liú Gélái; ur. 19 sierpnia 1748 r. w Grenoble we Francji – zm. 17 lutego 1820 r. w Wuchang w Chinach) – święty Kościoła katolickiego, lazarysta, misjonarz, męczennik.

## Życiorys
Był 10 z 15 dzieci w rodzienie Ceasera i Claudine Clet. Został ochrzczony i otrzymał I komunię w parafii św. Ludwika w Grenoble. W 1769 r. wstąpił do Zgromadzenia Księży Misjonarzy św. Wincentego à Paulo w Lyonie. Święcenia kapłańskie otrzymał 17 marca 1771 r. Został wyznaczony do nauczania teologii moralnej w seminarium w Annecy. Następnie został wysłany do Paryża. W wieku 40 lat został dyrektorem seminarium St. Lazarie założonego przez św. Wincentego à Paulo. Po otrzymaniu pozwolenia na misje udał się na Daleki Wschód w 1791 r. W 1792 r. został wysłany do prowincji Jiangxi, a po roku do misji w prowincji Hebei. Przeprowadzał ewangelizację w 3 chińskich prowincjach: Jiangxi, Hebei i Hunan. Ponieważ praca misyjna była w tym czasie nielegalna został w 1818 r. aresztowany i torturowany. Uduszony 18 lutego 1820 r. Jego relikwie w 1868 r. zostały przeniesione do Paryża.

## Dzień wspomnienia
9 lipca w grupie 120 męczenników chińskich

## Proces beatyfikacyjny i kanonizacyjny
Został beatyfikowany 27 maja 1900 r. przez Leona XIII. Kanonizowany w grupie 120 męczenników chińskich 1 października 2000 r. przez Jana Pawła II.